# Urban Nomad
Een Urban Nomad is een werkende reiziger die zich continu verplaatst op zoek naar nieuwe (carrière-)uitdagingen. Hij reist bij voorkeur tussen grote steden in zowel binnen- als buitenland. Een Urban Nomad is 24/7 online en maakt zijn eigen keuzes als het gaat om werk en vrije tijd. Deze manier van leven wordt ook wel Urban Nomadism genoemd en wordt steeds populairder in de Verenigde Staten, maar ook in andere delen van de wereld. 

## Begrip
De term werd voor het eerst gebruikt in de jaren 60 en 70 door de Canadese communicatietheoreticus Marshall McLuhan. Hij zag de "Urban Nomad" als een persoon die met grote snelheid de wereld rondreist, maar daarnaast afziet van een huis. In de jaren 80 gebruikte de Franse econoom Jacques Attali de term in zijn voorspellingen over een tijdperk waarin rijke en ontwortelde elite de hele wereld zou overvliegen op zoek naar kansen en waarin de arme maar even ontwortelde arbeiders zouden migreren op zoek naar een beter leven. In de jaren 90 schreven Tsugio Makimoto en David Manners gezamenlijk het eerste boek over dit onderwerp.

## Levensstijl
Nomaden in de woestijn laten hun leven niet bepalen door wat ze bij zich dragen, maar door wat ze achterlaten, wetende dat deze bezittingen overal te vinden zijn. Bedoeïenen hebben bijvoorbeeld geen water bij zich, omdat ze weten waar de oases zijn. Dit principe is ook kenmerkend voor de Urban Nomads: ze laten hun woonruimte en spullen achter en reizen slechts met een laptop en mobiele telefoon. Documenten openen ze online en contacten onderhouden ze via social media. Het leven van een Urban Nomad kenmerkt zich dan ook door het gebrek aan een vaste woon- en verblijfplaats en gebrek aan grote bezittingen. Hij of zij is echter wel compleet zelfvoorzienend.